# Polly Moran

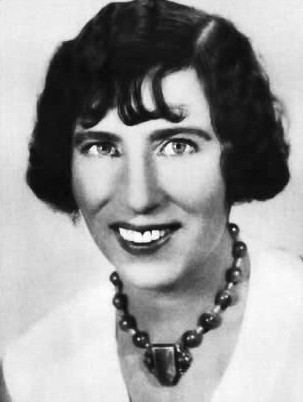
Polly Moran

Pauline Theresa "Polly" Moran, född 28 juni 1883, död 25 januari 1952, var en amerikansk skådespelare och komiker.
Moran föddes i Chicago, Illinois. Hon började sin karriär inom vaudeville, och turnerade runt världen inklusive Europa och Sydafrika. 1914 lämnade hon vaudevillen efter att ha skrivit kontrakt med Mack Sennett vid Keystone Studios. Hon visade sig vara duktig på slapstick och arbetade för Keystone Studios under flera år fram till då hon skrev kontrakt med MGM. Hon spelade tillsammans med den berömda Broadwaystjärnan Marie Dressler i The Callahans and the Murphys (1927), och de två spelade sedan tillsammans i ett flertal filmer som till exempel Chasing Rainbows (1930) och Caught Short (1930). Efter Dresslers död 1934 gick Pollys karriär utför, och hon spelade endast i lågbudgetkomedier och B-filmer. Trots det levde hon ett aktivt socialt Hollywoodliv med stora välbesökta fester.
Moran gjorde comeback genom att medverka i Adams revben (1949). Men framgången blev inte långvarig då hon dog av hjärt- och kärlsjukdom 1952.
Hon har en stjärna på Hollywood Walk of Fame vid 6300 Hollywood Boulevard.

## Filmografi (i urval)
- Their Social Splash (1915)
- Den röda bokstaven (1926)
- The Callahans and the Murphys (1927)
- London After Midnight (1927)
- The Enemy (1927)
- Bringing Up Father (1928)
- En gudomlig kvinna (1928)
- The Unholy Night (1929)
- Chasing Rainbows (1930)
- Caught Short (1930)
- Paid (1930)
- Reducing (1931)
- The Stolen Jools (1931)
- Politics (1931)
- Prosperity (1932)
- Vårflugan (1934)
- Red River Range (1938)
- Tom Brown's School Days (1940)
- Petticoat Politics (1941)
- Red Light (1949)
- Adams revben (1949)
- The Yellow Cab Man (1950)